# 소니 픽처스의 장편 애니메이션 영화 목록

## 주요 작품 목록
| 소니 픽처스 애니메이션 |
| 매드하우스             |
| 애니플렉스             |
| 퍼니메이션             |
| 소니 이외의 스튜디오   |
| 기타                   |

### 장편 애니메이션
| 개봉일자   | 제목                              | 비고 |
| ---------- | --------------------------------- | --- |
| 2001.5.11  | 트럼펫을 부는 백조                | Rich Crest Animation Studios                                                                                              |
| 2001.7.11  | 파이널환타지                      | 배급 담당, 공동 제작 Square Pictures and Chris Lee Productions                                                            |
| 2001.5.26  | 메트로폴리스                      | 공동 제작 Destination Films                                                                                               |
| 2002.11.27 | 에이트 크레이지 나이트            | 공동 제작 Happy Madison Productions and Meatball Animation                                                                |
| 2003.5.16  | 카우보이 비밥 천국의 문           | |
| 2003.11.8  | 크리스마스에 기적을 만날 확률     | |
| 2004.2.13  | 벨빌의 세 쌍둥이                  | |
| 2005.3.18  | 스팀 보이                         | |
| 2006.7.21  | 몬스터 하우스                     | 공동 제작 ImageMovers, 렐러티비티 미디어 and 앰블린 엔터테인먼트                                                          |
| 2006.9.29  | 부그와 엘리엇                     | 공동 제작 소니 픽처스 애니메이션                                                                                          |
| 2007.6.8   | 서핑 업                           | 공동 제작 소니 픽처스 애니메이션                                                                                          |
| 2008.2.2   | 페르세폴리스                      | |
| 2008.8.29  | 바시르와 왈츠를                   | |
| 2008.10.18 | 레지던트 이블: 디제너레이션       | |
| 2009.9.18  | 하늘에서 음식이 내린다면          | 공동 제작 소니 픽처스 애니메이션                                                                                          |
| 2009.11.20 | 플래닛 51                         | 북미 배급, 제작 Ilion Animation Studios and HandMade Films                                                                |
| 2011.2.11  | 일루셔니스트                      | |
| 2011.7.29  | 개구쟁이 스머프                   | 공동 제작 소니 픽처스 애니메이션 and The Kerner Entertainment Company                                                     |
| 2011.11.23 | 아더 크리스마스                   | 공동 제작 소니 픽처스 애니메이션 and 아드만 애니메이션                                                                    |
| 2011.12.11 | 틴틴: 유니콘호의 비밀             | 인터내셔널 배급, 공동 제작 앰블린 엔터테인먼트, WingNut Films, the Kennedy/Marshall Company and Hemisphere Media Capital  |
| 2012.4.27  | 허당 해적단                       | 공동 제작 소니 픽처스 애니메이션 and 아드만 애니메이션                                                                    |
| 2012.7.3   | 잠베지아: 신비한 나무섬의 비밀    | 공동 제작 열대어 애니메이션 스튜디오                                                                                      |
| 2012.9.28  | 몬스터 호텔                       | 공동 제작 소니 픽처스 애니메이션                                                                                          |
| 2012.10.27 | 레지던트 이블: 댐내이션           | |
| 2013.7.31  | 개구쟁이 스머프 2                 | 공동 제작 소니 픽처스 애니메이션, The Kerner Entertainment Company and Hemisphere Media Capital                           |
| 2013.9.27  | 하늘에서 음식이 내린다면 2        | 공동 제작 소니 픽처스 애니메이션                                                                                          |
| 2015.9.25  | 몬스터 호텔 2                     | 공동 제작 소니 픽처스 애니메이션 and LStar Capital                                                                        |
| 2016.5.20  | 앵그리버드 더 무비                | 공동 제작 로비오 애니메이션                                                                                               |
| 2016.8.12  | 소시지 파티                       | 공동 제작 Annapurna Pictures and Point Grey Pictures                                                                      |
| 2017.1.20  | 붉은 거북                         | 공동 제작 스튜디오 지브리                                                                                                 |
| 2017.4.7   | 스머프: 비밀의 숲                 | 공동 제작 소니 픽처스 애니메이션 and The Kerner Entertainment Company                                                     |
| 2017.7.28  | 이모티: 더 무비                   | 공동 제작 소니 픽처스 애니메이션                                                                                          |
| 2017.11.10 | 더 크리스마스                     | 배급 담당, 공동 제작 소니 픽처스 애니메이션, 월든 미디어, Affirm Films, The Jim Henson Company and Franklin Entertainment |
| 2018.2.9   | 피터 래빗                         | 공동 제작 소니 픽처스 애니메이션, Olive Branch Entertainment, Animal Logic and 2.0 Entertainment                          |
| 2018.7.13  | 몬스터 호텔 3                     | 배급 담당, 제작 소니 픽처스 애니메이션                                                                                    |
| 2018.12.14 | 스파이더맨: 뉴 유니버스           | 공동 제작 소니 픽처스 애니메이션, 마블 엔터테인먼트, Arad Productions and Pascal Pictures                                 |
| 2019.8.14  | 앵그리 버드 2: 독수리 왕국의 침공 | 공동 제작 소니 픽처스 애니메이션 and Rovio Animation                                                                      |
| 2021.6.11  | 피터 래빗 2                       | 공동 제작 Animal Logic and 2.0 Entertainment                                                                              |

## 같이 보기
- 트라이스타 픽처스의 영화 목록